# Kommission für Krankenhaushygiene und Infektionsprävention
Die Kommission für Infektionsprävention in medizinischen Einrichtungen und in Einrichtungen und Unternehmen der Pflege und Eingliederungshilfe, bis 2024 Kommission für Krankenhaushygiene und Infektionsprävention (KRINKO) entwickelt Leitlinien zur Krankenhaushygiene und Infektionsprävention, die vom Robert Koch-Institut (RKI) herausgegeben und beispielsweise im Epidemiologischen Bulletin des RKI oder im Bundesgesundheitsblatt veröffentlicht werden. Aufgaben und Kompetenzen der KRINKO sind seit dem Jahr 2001 im Infektionsschutzgesetz definiert und gesetzlich verankert. Die Wissenschaftliche Geschäftsstelle der KRINKO ist am RKI angesiedelt.
Schwerpunkte der Arbeit der KRINKO sind die Aufbereitung von medizinischen Instrumenten und Medizinprodukten sowie der Schutz von Anwendern und Patienten vor Kontamination. Die Hygienemaßnahmen in der stationären Versorgung, so zum Beispiel die Händedesinfektion, orientieren sich an den Empfehlungen der KRINKO. Die aktuelle Empfehlung zur Händehygiene erschien im Jahr 2016.

## Trivia
Das Akronym KRINKO setzt sich zusammen aus den ersten Buchstaben der Begriffe Krankenhaushygiene, Infektionsprävention und Kommission.